# Le Plessis-l’Échelle
Le Plessis-l’Échelle ist eine französische Gemeinde  mit 58 Einwohnern (Stand 1. Januar 2022) im Département Loir-et-Cher in der Region Centre-Val de Loire. Sie gehört zum Kanton La Beauce und zum Arrondissement Blois. 
Sie grenzt im Norden an Marchenoir, im Nordosten an Saint-Laurent-des-Bois und Briou, im Osten an Roches, im Süden an Talcy, im Südwesten an La Madeleine-Villefrouin und im Westen an Saint-Léonard-en-Beauce.

## Bevölkerungsentwicklung
| Jahr      | 1962 | 1968 | 1975 | 1982 | 1990 | 1999 | 2008 | 2017 |
| --------- | ---- | ---- | ---- | ---- | ---- | ---- | ---- | ---- |
| Einwohner | 126  | 113  | 81   | 67   | 63   | 65   | 70   | 70   |